# Cytherea elegans
Espèce
Synonymes
Cytherea paramonovi Evenhuis & Greathead, 1999
Cytherea elegans est une espèce d'insectes diptères brachycères asilomorphes de la famille des Bombyliidae et de la sous-famille des Cythereinae. Elle est trouvée en France.
Note: Le nom admet un homonyme, Cytherea elegans Lamarck, 1806, qui est un synonyme de Callista elegans, un nom décrivant une espèce éteinte de mollusques bivalves.